# 1984년 하계 올림픽 그리스 선수단
1984년 하계 올림픽 그리스 선수단(그리스어: Συμμετοχή της Ελλάδας στους Θερινούς Ολυμπιακούς Αγώνες 1984
)은 1984년 7월 28일부터 8월 12일까지 미국 로스앤젤레스에서 열린 1984년 하계 올림픽에 참가한 올림픽 그리스 선수단이다.

## 메달 집계

### 메달리스트
| 메달 | 이름                    | 종목   | 세부 종목               |
| ---- | ----------------------- | ------ | ----------------------- |
|      | 디미트리오스 타노풀로스 | 레슬링 | 남자 그레코로만형 -82kg |
|      | 하랄람보스 홀리디스     | 레슬링 | 남자 그레코로만형 -57kg |